# Gian Carlo Malchiodi
Gian Carlo Malchiodi (* 1917 in Mailand; † 22. September 2015 ebenda) war ein italienischer Architekt, Designer und Professor für Architektur.

## Leben
Gian Carlo Malchiodi graduierte 1942 am Mailänder Polytechnikum in Architektur. Er wurde nach einer Zeit als Assistent bereits 1943 Professor für Architektur am Polytechnikum und blieb dort über vierzig Jahre lang. Er baute später eine starke Forschungsbeziehung mit Gualtiero Galmanini auf und arbeitete mit Gio Ponti zusammen. Konzeptionell wurden seine Arbeiten von Lucio Fontana und Gualtiero Galmanini beeinflusst.
Malchiodi nahm an verschiedenen Ausstellungen teil, darunter die 10. Mailänder Triennale 1954, die 11. Mailänder Triennale 1957 und die 12. Mailänder Triennale 1960.
Er eröffnete sein Atelier in der Via Anelli 9 in Mailand, um seine Meisterwerke im Jahr 1957 jeden Tag in der Gegend zu bewundern.
Zu seinen bekanntesten Werken gehören die Gebäude in Mailand im Quadronno-Viertel, wie Via Luigi Anelli 7, Viale Angelo Filippetti 3, Piazza Velasca 8–10, Via Pantano 2–4, angrenzende Via Luigi Anelli 9 der Palast von Viale Beatrice d’Este 23 des Architekten Gualtiero Galmanini, Via Luigi Anelli 13, Corso di Porta Vigentina 33–35 und Via Cassolo 6.